# アフロ田中シリーズ
『アフロ田中シリーズ』（アフロたなかシリーズ）は、のりつけ雅春による漫画シリーズ、またそれを原作とした一連の作品。2001年に開始した第1作『高校アフロ田中』より、『中退アフロ田中』・『上京アフロ田中』・『さすらいアフロ田中』・『しあわせアフロ田中』・『結婚アフロ田中』・『マイホームアフロ田中』とタイトルを変更しながら『ビッグコミックスピリッツ』（小学館）にて連載が継続されている。
『アフロ田中』のタイトルで2012年に映画化。2019年にテレビドラマ化。2024年3月時点でシリーズ累計部数は680万部を記録している。

## 概要
アフロヘアーの田中をとりまく青年、成人向け青春ギャグ漫画。田中の状況に応じて、タイトルが『高校アフロ田中』→『中退アフロ田中』→『上京アフロ田中』→『さすらいアフロ田中』→『しあわせアフロ田中』→『結婚アフロ田中』→『マイホームアフロ田中』と変更されている。シリーズの全体を通してストーリーもこれといってなく、男からみた「女の人」についての話や恋話、他には喧嘩の話、世間話などが描かれる。特にこの「女の人」の話は女性にモテたい、Hしたいができないというメイン5人のリビドーや悲痛、苦悩が描かれる。サブタイトルは曲のタイトルなど、どこかで聞いたことのあるフレーズを用いている。
『中退』の第1集、第5集、第6集には本編のパラレルワールドを描いた番外編として「りーまんアフロ田中」と「中学デビュー田中」が収録されている。
2024年、田中広が「アワード・マガデミー賞2023」の主演男優賞にノミネートされている。

## シリーズ作品
高校アフロ田中
埼玉にある架空の町、立華町の立華高校に転校してきたアフロヘアーの田中を中心として描く。転校日初日の朝に岡本の自転車を田中が盗もうとしたことで知り合うきっかけとなり岡本のいるボクシング部に入部することになる。立華町は田中らが花崎駅をよく利用するので埼玉県加須市がモデルとなっている。
中退アフロ田中
前作で高校を自主退学した田中を描いているが、前作と違う点は女性のキャラクターが固定化されていることであり、前作以上に女性との絡みが多い。また、前作以上に時間の流れが速い。
上京アフロ田中
前作で運送業者に就職したものの、社長に東京に一人暮らししたらどうだと言われて上京する。本作は田中が東京の地下で働き、寮で暮らしているところから始まる。中退編に比べ、下半身に関する題材が多い。田中の東京での生活に重点がおかれているため、前作と前々作の主要人物であった田中の友人達が完全な脇役となっている。
「中退アフロ田中」の連載終了時の『ビッグコミックスピリッツ』2007年26号にて「田中の進路先」が募集され、作者や編集部がその結果を吟味し、選んだのは投票順位5位の「上京」であった。
さすらいアフロ田中
前作から引き続き契約社員として千葉県一宮町でトンネル掘りをしていた田中にも彼女マキができたが、ワーキング・ホリデーでオーストラリアに行ってしまう。田中は休暇を利用して彼女に会いに行くためオーストラリアに旅立ったものの、思いがけない場面に遭遇してしまう。
『上京アフロ田中』の最終回（『ビッグコミックスピリッツ』2010年11号）では『侍アフロ田中（仮）』と題されていた。
しあわせアフロ田中
前作にて仕事の関係で海外へと旅立った田中が帰国し、30代を目前にした三浦半島で新生活を始める。
結婚アフロ田中
同棲中の彼女ナナコにプロポーズをした田中が、親への挨拶、結婚式、妻の出産などの試練にいどむ。田中も所帯を持ち成長した為か、以前のような童貞・女性絡みの話は田中より脇役が中心になっている。連載中にコロナ禍になり、作品内でも同じ状況が描かれている。
マイホームアフロ田中
ナナコから家を購入する話を持ちかけられることから始まる。

## 初出・収録
いずれも初出は小学館の『ビッグコミックスピリッツ』、単行本は同社の〈ビッグコミックス〉から発行されている。各巻の詳細に付いては#書誌情報を参照。『高校』と『中退』はアジアでも翻訳出版されている。
- 2021年8月現在

| タイトル             | 開始               | 終了       | 単行本巻数 |
| -------------------- | ------------------ | ---------- | ---------- |
| 高校アフロ田中       | 2002年1号          | 2004年31号 | 10         |
| 中退アフロ田中       | 2004年36号         | 2007年26号 | 10         |
| 上京アフロ田中       | 2007年33号         | 2010年11号 | 10         |
| さすらいアフロ田中   | 2010年26号         | 2013年24号 | 10         |
| しあわせアフロ田中   | 2015年33号         | 2018年16号 | 10         |
| 結婚アフロ田中       | 2018年21・22合併号 | 2021年15号 | 10         |
| マイホームアフロ田中 | 2022年47号         |            |            |

『高校』ではカバーをめくるとカバー表紙とは別の絵が描かれており、『中退』ではカバーをめくると登場人物の紹介が1集につき1人描かれている。
2022年1月31日、作者ののりつけがnoteのページを開設し、未発表の『アフロ田中の娘のえま』を販売。田中の娘のえま視点で描かれた23ページの作品である。『ビッグコミックスピリッツ』2022年17号に、本シリーズのスピンオフとして『アフロ田中の娘のえま』の読み切りが掲載された。

## 登場人物

### メインキャラクター
立華高校ボクシング部に所属する冴えない5人組（ただし、練習に励む描写は数回程度）。村田、大沢、井上の卒業後は廃部となった。当初は癖の強いマイルドヤンキー達だったが、田中を始め、30代以降はいずれもそれなりの常識人になっている。
田中広（たなか ひろし）
本作の主人公。高校1年時、立華高校に引っ越してきた転校生。
天然パーマのアフロヘアが最大の特徴（他の4人曰く「アフロを除けば、ただのブサイク」）。不平不満の多い理屈家だが、かなり短絡的な性分でもある。趣味は釣り（特にヘラブナ釣り）で、腕前はかなりのもの。野球は嫌いだが、野球部顔負けの実力を持つ(イチローにしか興味はない)。ボクシングはかなり弱い。
高校を中退して以降、短期アルバイトと無職を行き来するようになり、母親に生活費と家賃を要求されたため、自宅の庭に一人暮らし用のプレハブ小屋を置き、そこで寝起きするようになった。
『中退』中盤で運送業者加山輸送に就職したが、社長に東京のシールド工事をやるよう促され、実質解雇を宣告される。
地元の埼玉から東京に上京し旭工務店の契約社員になる。社員寮に住んでいたが、共同生活に嫌気がさしたため寮の横のアパートにて一人暮らしをするようになる。作品中盤で持つマイカーは「藤原ふとん店」（『頭文字D』の「藤原とうふ店」に由来する）と書かれたスプリンタートレノ。
作品中盤からよく吸うタバコの銘柄は「HOPE」である。
『中退』終盤であることから自宅で白石と念願の性行為をして、童貞を卒業した（前戯をほぼ無視し、早漏した描写がある。）。
『さすらい』では千葉の現場になったため東京のアパートを引き払い再び寮生活になる。中盤で一旦退職し村田とビッグスクーターで日本一周のさすらい旅に出て北海道、高知県などを経て沖縄県へと辿り着く。結局お金が尽きてスクーターを売り、千葉へ戻り旭工務店に復帰し正社員になる。最終回でカタールに約1年の海外出張に旅立った。
『さすらい』と『しあわせ』の間にのりつけが連載していた『オケラのつばさ』第5集第50話にゲスト出演している。
帰国後『しあわせ』序盤で職長昇進の話を持ち掛けられるが、それを断り旭工務店を退職する。三浦半島でマグロ加工のアルバイトをしながら村田と古民家を改修したゲストハウスを開業しようとしたが失敗に終わる。その後釣り堀開業を目指すようになり資金作りのために旭工務店に再復帰した。『しあわせ』第53話で足立区竹ノ塚駅から徒歩15分のマンションで、ナナコと同棲を始める。その後は大便を漏らした際に、ナナコが何も言わずに掃除してくれたことに感動し結婚を決意。『しあわせ』最終話にてプロポーズを行った。
『結婚』では結婚式の莫大な費用を前に困惑しつつも、ナナコとの結婚式を挙げた。一人目の子供（えま）が産まれ、初めての子育てに奮闘する。
岡本一（おかもと はじめ）
田中と同級生。メインキャラクター内で随一の常識人。
ボクシングの実力はそこそこ(部内では最強)。比較的整った容姿と生真面目な性格をしており、中学時代はそれなりにモテていた。しかし、田中たちと関わるようになってからは、異性と縁遠くなった。その他、家計を助けるためにバイトをしている。高校卒業後は郵便局へ就職した。
実は並外れた性欲の持ち主であり、「女性から体を取ったら、何も残らない」と豪語している。田中の中退後は再びモテるようになり、後にさなえとめでたく童貞卒業を果たした（メインキャラクターの中で最も早い）。しかし、彼女とは悲惨な別れ方をしたことを期に酒浸りの生活を送るようになる。
酒癖は非常に悪い。その後『さすらい』では新たな彼女ができた。
『結婚』ではまたしても相手の浮気が原因で破局。彼女に裏切られ続けたことで女性を信じれなくなってしまい、歪んだ女性観を語るように拗らせてしまった。半ば投げやりに始めていたマッチングアプリで彼氏持ちの女性ハナと出会い、嫌悪感や罪悪感を覚えつつ理性が負け何度もデートを重ねる。ハナが彼氏と別れた事でより真剣な付き合いとなっていき、後にできちゃった結婚で結婚する。
村田大介（むらた だいすけ）
田中、岡本より1学年上。一応、ボクシング部のキャプテンだが、実力・リーダーシップは皆無。
かなり頭が悪く、突拍子もない言動が目立つ。完璧な美人に告白されても本番前に臆するため付き合えないと考えて交際を断るほど。数学も点数1桁クラス。高校卒業後はなにもかも面倒になり、無職になる。
高校卒業後は短期で働くものの、無職の時期が田中以上に長い。その後、田中と二人きりで何かすることが多い。また、父親が亡くなり、少しではあるが意識の改革が起こったようである。『上京』第3集では田畑かおるという彼女と付き合う（後に田中が知らないうちに別れていた）。『さすらい』では「田中の盟友ニート。」として、田中のさすらい旅に付き合っている。その旅でお金が尽きて沖縄のパチンコ店のアルバイト店員になる。沖縄では田中とともに月見荘という安宿に泊まっていた。田中が帰った後も沖縄に残り、月見荘の大工仕事を手伝いながら4年生活を送る。同じ月見荘に住んでいたルミにしつこくアタックするようになり、拒絶されながらもアタックが実り交際するようになった。
『しあわせ』では三崎の古民家を改修して田中を誘いゲストハウスのオーナーを目指すことになる。『しあわせ』第2集ではエリの同級生のミホと恋仲になる。
しかしゲストハウスが自らの失火により全焼したために自責の念で落ち込んでいたが、その後も三崎に残り大工見習いとして働き始める。そしてミホへフラッシュモブを用いたプロポーズを盛大に行い、入籍した。
『結婚』ではミホとの間に子供が産まれている。田中の結婚式では友人代表としてスピーチを任され戸惑うが、『高校』時代から続く田中との縁に感涙していた。苦労した妊活を経て第二子を授かった。
大沢みきお（おおさわ みきお）
村田と同学年。ボリュームのある天然パーマと青髭が特徴。メインキャラクター内で最も小柄。
当初は大便にまつわる話が多かったが、中盤から他のメンバーにたとえ話で説教する人物になった。普段は弱気だが、自分に分があると強気になり、突飛な行動にでる。大会に出るほどの将棋好き（特に詰め将棋好き）で、升田幸三の話をよくする。
高校卒業後、将棋クラブでアルバイトをする。メインキャラの中で最初に運転免許をとり、後にそれを生かした屋台ラーメン屋を開業。中学時代に片想いしていた同級生の女の子（現在は美人AV女優）がたまたまラーメンを食べにきたところ、中学時代の想いを告白。ラーメン屋の店員として雇い肉体関係にまで発展したが、彼女はAV女優復帰を願ったため交際を断られた。
その後もラーメン屋を続けていたが、『さすらい』終盤でヤクザの妻が運転するベンツが屋台に突っ込み炎上したためラーメン屋を廃業。そして就活を行うも失敗する。
『しあわせ』では第2集に登場するも頭がすっかり禿げあがってしまっている。第3集によると実家を出て牛乳瓶のフタの印刷チェックのアルバイトをしていたが辞めたとのこと。ゲストハウス作りに合流し田中とマグロ加工のアルバイトも始める。エリに惚れるがあっさりフラれ、"自分勝手な告白"を反省しスキンヘッドにした。ゲストハウス失敗後はラーメンの本格的修行をするためにラーメン屋の面接を受けるも落ちている。その後は自身のラーメン屋を持つためにロサンゼルスへと渡るも、盗難に遭ってしまい音信不通となる。
『結婚』にて1年ぶりに帰国する。英語を話せるようにはなったがロサンゼルスのラーメン屋（RAMEN OHSAWA）が失敗したことで495万円の借金を背負っていた。人手を探していた旭工務店で田中達と共に働くことになり、節約生活に苦労しながらも完済を果たす。岡本が結婚する事でボクシング部5人の中で最後の独身となった。
井上真也（いのうえ しんや）
村田、大沢と同学年。調子に乗りやすい肥満体。妹がいる。メンバー内唯一の大卒者であり、最初の既婚者となる。
終盤ごろに大学の入学金稼ぎのために工場でアルバイトをするが、そこでロボ（勝手に名付けた）と運命の出会いをする。その後、高校卒業後は大学に進学。「大学デビュー」を狙って進学したものの、失敗に終わる。しかし、大学での生活はそれなりに楽しんでいて、学内での友達がいる。卒業後は一般企業に就職。後述のロボと再会し、電話で痩せたら迎えに行くと宣言。結局は痩せずに彼女と顔を合わせたが、痩せてない井上を否定せず復縁することになる。そしてロボと結婚、披露宴も行い、2人の間に仁那（ニナ）という子供が生まれている。
『しあわせ』では35年ローンで建売のマイホームを購入し、第2子（男児）も誕生。
『結婚』ではロボが予想外に第3子を妊娠したことに驚愕していた。家族を大切に想っており、ロボと子供の為なら命を捨てれると言い切っている。

### 立華高校
『高校』の主要舞台。田中たちが通っていた公立高校。偏差値はあまり高くない模様。
伊藤ヒロシ（いとう ヒロシ）
『高校』から登場。田中達とは違い、恋人がいる。ボクシングジムに通っているため、ボクシングは強く高校ボクシングのインターハイ優勝の経験を持つ。美男子であるが、周囲から見ると意外な趣味（ヘラブナ釣り）を持っており、敵対している田中と唯一共感する趣味である
北島ユリコ（きたじま ユリコ）
『高校』に登場。ミス立華に選ばれるほどの美女であり、伊藤の恋人。
松本（まつもと）
本名不明。『高校』から登場。ボクシング部の顧問。前任が学校を解雇されたため顧問になった。見るからに熱血漢であり、日本一の監督を目指す。ジェミニ・ハンドリング・バイ・ロータスという愛車を持っている。
加藤ヨーコ（かとう ヨーコ）
『高校』から登場。田中より一歳下。かわいく、胸も大きい。そのため田中はナンパ行為をしようとしたが、ある事実が発覚する。兄が二人いる。
和美（かずみ）
本名不明。『高校』に登場。大沢に突然手紙入りの手作りの巾着袋を渡し、大沢と一緒に帰った美少女。大沢と無理矢理将棋をやる羽目になる。しかし、大沢に手紙を渡したのは罰ゲームによるものだった。
石丸さん（いしまる）
本名不明。『高校』から登場。園芸部所属。
マラソン大会中、岡本が知り合った能面顔のグラマーな女子。当初、岡本は「普通の女の子」と思っていたが、それは体しか見ていなかったから。
なお、石丸さんの方もかなり好意的な態度を取っていたが、岡本が現実を目の当たりにしたため、深い関係になることはなかった。
吉田さなえ（よしだ さなえ）
『中退』から登場。岡本より2歳年下の恋人であり、彼にとって初体験のお相手。
登場当初は「かわいらしい」といった容姿だったが、時が経つにつれてとても大人びた容姿になった。岡本の卒業後も付き合っていたが、岡本の仕事の多忙さから疎遠になり、他の男性とホテルに入った現場を田中に目撃されたことが理由で別れた。岡本に対する未練や田中に対する恨みは一切なく、別れた後はまた別の男性と付き合っている。

### サブキャラクター
作中に複数回登場した人物を記する。
しげさん
本名不明。『高校』から登場。田中のヘラブナ釣り仲間の一人。田中にとってのヘラ釣り人としてだけではなく人間として尊敬している人物。しかしある事件からバス釣りをするようになる。
お好み焼き屋のオヤジ（仮称）
本名不明。お好み焼きやを経営するエネルギッシュな中年男。変態性欲の持ち主で、店に性的な改造を施したり、アイドルが来店したときアイドルの使用直後のトイレで自慰をしたこともある。
たっちゃん
本名不明。たつじともよばれる。『高校』から登場。顔からは想像できないほどの好色漢で、寝た女性は500人にのぼり伝説と化している。女性に養われており、働いていない。その結果、過去の女性からは追われたり、恨まれたりする。家は過去の女性や女性を奪われた男達に常に待ち伏せされているため、愛車のワゴンRで逃げ回る生活をしている。ナンパの方法はかなり強引でアバウトだが、なぜか成功率がすさまじく高い。
タケシ
本名不明。『高校』から登場。田中と岡本のアルバイト先の建築会社の先輩。
金銭面が非常に緩く、社長に借金したり、車のローンのために生活費がなくなったりする。話によると65年式のシビックとアリストを所有しているらしい。
建築会社の社長
本名不明。『高校』から登場。田中と岡本のアルバイト先の建築会社の社長。賭博による数千万の借金を抱えながら、400万もする屋久杉のつい立を買い、賭博で勝つと田中達に馳走することもある。駄洒落を好む。
加藤シンジ（かとう シンジ）
『高校』から登場。田中のアルバイト先の先輩社員。
屈強なヤンキー。喧嘩でもヤクザやプロレスラーを倒すほどの実力がある。かなり自己中心的であるため周りから恐れられている。たっちゃんが昔その建築会社で働いていたため、たっちゃんとは知り合いである。妹思いの兄でもある。
田中の母
本名サチコ。『高校』から登場。よくいる母親として描かれているが、いつ何時でも大声で田中の部屋に入って来る上、友達にコンドームを配ったりすることがある。また、息子に生活費をいれるように言う。厳しいことをいうが、息子の事をよく考える母親である。
田中の父
本名まさし。大型トラックの運転手であり、あまり家に帰ってこない。息子と同じくアフロヘアーである。普段は無口だが、酒が入ると陽気でよく喋る。『結婚』では若かりし頃の田中の母との馴れ初めが描かれた。アフロが小さくなり白髪がかなり増え、田中の娘(孫)をとても可愛がっていた。
佐々木さん（ささき）
本名不明。『高校』から登場。田中と岡本がたっちゃんから紹介してもらった「誰にでもヤらしてくれる女」。村田、大沢、井上の3人にも知られるが、結局彼女と二人きりになれたのは岡本であった。
前田えり（まえだ えり）
『高校』に登場。村田のことが好きになったという完璧な美人のOL。村田のことは、会ってから2回目で尽くすほど好き。しかし村田が全然勃起しなかったために結ばれることはなかった。
斉藤精肉店の店長本名不明。高校アフロ田中第9集に登場。恋に悩める青年達を応援するが、口には出さない。また本音もいえず、妻のほうが指導権を握っているようである。大沢によれば手製のコロッケは油っこくて不味いという。
丸井みえ子
『上京』から登場する婦警。趣味はサーフィン。かなりの巨乳。
サーフィン中に誤って水着が脱げ、田中にアソコを見られてしまう。田中の初恋の相手であり、後に告白されるが断っている。
ナナコの母
『さすらい』から登場。初対面の田中の髪型を見てライオネル・リッチーみたいと評した。若い頃はディスコが好きで夫との出会いもディスコである。
ナナコの父
『さすらい』から登場。ダンスが得意で特にムーンウォークやゼロ・グラヴィティを得意としていた。ナナコをとても可愛がっていたため、彼氏である田中の存在を家族で唯一秘密にされていた。最初は交際に反対したが、ある出来事がきっかけで田中の事を「人の事を守れる大した男」として認めた。
たーくん
『さすらい』から登場。ナナコの弟で本名はタカヒロ。初登場時は17歳で暴走族のようなバイクに乗り如何にもヤンキーといった出で立ちだったが、「たーくん」と呼ばれ素直に言う事も聞くなど家族との関係はとても良好である。
『結婚』では25歳になっており、父曰くズル休みしがちだが働いている。頭髪は薄くなり見た目は丸くなりバイクは原付になっている。大人になってもお年玉を貰い続けていたが、姪っ子（えま）が生まれた事であげる側になってしまう。
エリ
『しあわせ』から登場する。三崎に住んでいる巨乳美人。
生まれ育った三崎が活気を取り戻す事を望んでおり、将来ゲストハウスを作りたいと考えている。その勉強として田中達のゲストハウス作りを手伝い、料理係も担当する。普段は物産コーナーでアルバイトをしている。大学院卒で、大学院では建築の勉強をしていた。大沢からの告白をあっさり断り、それ以降気まずいという理由で手伝いに来なくなった。
ミホは大学院時代の同級生で、村田が行ったフラッシュモブに参加している。
田中えま
『結婚』から登場する田中とナナコの長女。令和元年7月16日午後6時55分に体重2880gで出生。

### 女性キャラクター
メインキャラクター5人と深く関わった人物を記する。『中退』以降はキャラクターが徐々に固定され、またそれらの多くは単行本の表紙を飾っている。
二階堂麗子（にかいどう れいこ）
『高校』から登場。井上がアルバイト先の工場で出会った2歳年上の女性。
シャツをズボンの中に入れ、前髪が目にかかって表情がよくわからないという女性。ロボットのような無駄のない正確な作業をするため、井上から「ロボ」と呼ばれている。しかし、「女の人」としてのかわいさがある。中退アフロ田中6集の帯には髙橋ツトムによるグラマラスなロボが描かれた。井上が辞めた後も工場で働いていたが、ある日工場が倒産し、職を失う。職を失った後に知り合ったミカの勧めでセールス業に就くが解雇され、ミカの実家の団子屋でアルバイトを始める。別れて2年以上経っていた井上と偶然再会し復縁する。
『上京』にて井上と同棲を始めた後に、結婚。井上に心を開いたからか、以前に比べて前髪が短くなるなど心境とともに外見も変化していた。
『さすらい』では仁那（ニナ）という女児の子供が生まれ、出産祝いにはミカも訪れ祝福した。
『しあわせ』ではマイホームへ引っ越し、第2子の男児も誕生。『結婚』では2児の育児に疲労しながらも充実した日々を過ごしているが、予想外に第3子を妊娠してしまい、井上は驚愕していた。
白石ミカ（しらいし ミカ）
『中退』から登場。毎日のように男を漁っている淫乱女。田中よりやや年上で、彼の初体験の相手。
自身のステータスに揺るぎない自信を持っており、性欲を抑えるためならどんな男でも構わないと考えており、田中にすら「逆ナンパ」行為をするほどで、彼からは「いんらん娘（またはいんらん）」と呼ばれている。
上記の性格が災いし、周囲の男友達にはただのセフレにしか思われていない。当初こそ彼氏がいたが、相手の浮気が原因で破局（自身もさんざん浮気していた）。その後は、交通事故で入院した際やクリスマスのときも、誰からも相手にされなかった。
仕事場でロボと知り合い交流を深める。地元の公民館で働いており、実家は団子屋。作品終盤、田中のプレハブ小屋でひょんなことから田中と性交したものの、ミカは「あれは単なる過ちで、田中とのSEXはもう2度とない」としている。『上京』では井上とロボの結婚式に友人として出席していた。
『さすらい』ではロボの出産祝いでアパートへ訪れ、ガイガーカウンタをプレゼントする。子供に憧れを抱きながらも、20代後半になりモテなくなり始めていること、結婚のチャンスが訪れないことに焦りを感じ始めていた。
ユミ
本名不明。中退アフロ田中第3集から登場。後述のヒロミが合コンのときにつれてきた女の子のうちの一人。合コン時に田中と仲良くなり、その後田中とは二人で遊びに行く仲となった。しかし、二人は付き合うわけでもなく、ユミ自身田中をどう思っているのかはっきりわからない。
吉岡幸子
通称「さっちゃん」。大沢が好きだった中学の同級生。
実は密かに「水野ミキ」という名前でAVに出演していた。AVを辞めて地元に帰ってきた際に大沢と再会し、大沢の優しさに惚れ肉体関係も結んだが、AV女優に復帰する話で揉め、別れた。なお、別れるまで大沢の屋台で働いていたが、働きぶりはよくなかった。
田畑かおる
『上京』から登場。村田の最初の彼女。容姿はそこそこ可愛い。
村田とは雨の日に傘を借りたことがきっかけで知り合った。看護師をしており、周りに気配りができる女性。しかし、少々ヒステリックな部分があり、怒ると物を投げつける。怒りがピークになると窓から電気製品を投げ捨てるため、村田はやむなく彼女と別れた。
マキ
田中たちが合コンで出会ったツンツン娘。なんだかんだで田中の初彼女に。しかし、ワーキングホリデーでオーストラリアに行ってしまい、ホームステイ先で浮気をしたことが原因で田中とは破局。その後、田中とヨリを戻そうと沖縄で再会するも田中が自分よりおっぱいにしか興味がないと思ったために復縁する事はなかった。
『さすらい』では田中をLINEで呑みに誘うが田中には「行く訳ない」とななこの前で宣言される。
山田奈々子（やまだ ななこ）
『さすらい』から登場。田中の25歳の誕生日会を兼ねて高橋がセッティングした合コンで知り合った漫画家志望の眼鏡の女性で田中より3歳年下。田中の2人目の彼女になる。回転寿司店でアルバイトをしていたが漫画家のアシスタントになるため地元千葉県から調布市に上京。『しあわせ』序盤で雑誌に読切作品が掲載された。漫画家としてのペンネームはナナコロビ☆八起き。『しあわせ』第53話で田中と同棲を始めた。怒りが頂点に達すると猿人化する。『しあわせ』79話で遂に自身の作品である「かっぱ64」（山本直樹「はっぱ64」に由来）の連載が決まり夢を叶える。しかし漫画家のプレッシャーと重労働の中で寝不足となり、精神的に疲労。一時は常に発狂して田中に八つ当たりするほど精神的に追い詰められていた。結局人気が得られずに「かっぱ64」を打ち切られてしまう。その後は平常に戻り、漫画家として無理のない働き方を模索することを決意する。『しあわせ』最終話で田中からプロポーズを受けて承諾。
『結婚』では田中と結婚式を挙げ、その後に第一子（えま）が産まれた。
ルミ
沖縄の「月見荘」に住んでいた金髪のショートカットの美女。泊ふ頭ターミナルビルでドーナツ販売のアルバイトをしていた。月見荘では誰とも話そうとしなかったが村田から心理学を駆使した猛アタックを受ける。その後ドーナツ販売を辞め、美容関係の学校へ行く学費のためにキャバクラで働くようになる。その後、村田と付き合うようになる。
ミホ
『しあわせ』から登場。エリの大学院の同級生の小太りの女性。
田中はまるで興味を示そうとしなかったが、村田とは恋仲に発展するようになる。その一方で、大沢とは犬猿の仲であった。
ゲストハウスの焼失後も村田を支え続け、村田にフラッシュモブでプロポーズを受け承諾して入籍する。結婚式は挙げなかったが、村田との間に子供が産まれている。
ハナ
『結婚』から登場。岡本がマッチングアプリで出会った女性。
岡本と出会った時は彼氏がおり、マッチングアプリのプロフィール欄にも『彼氏あり』と書いていた。岡村には最初から好意的でデートを重ねる内に彼氏とは別れていた。妊娠を機に岡本からプロポーズを受け結婚を決める。

### 旭工務店
『上京』以降、田中が勤務しているシールド工事会社。東京都に拠点を置く。
鈴木シンジ
田中達の先輩。40歳過ぎ。
容姿も特別優れるわけではないが女性からモテ、自身も相当の女好き。休日になると田中、西田、高橋を海やスキー、合コンなど様々な遊びに誘い、面倒見のいい人物として描かれている。『さすらい』終盤でセフレのような関係であったナオミが自身の子供を妊娠したことで、そろそろ男として落ち着く事を決意しナオミと結婚する。
『しあわせ』では女児が生まれており、寮を出て家族3人で暮らしている。妻子に申し訳ないと女遊びを辞めるなど父親として変化していた。
『結婚』では田中に結婚式や新婚生活のアドバイスをするなど、田中にとって非常に頼れる存在になっている。
西田シンジ
田中の先輩。色黒で中年太りした体型。フィリピンパブが好きでタガログ語を話せる。
性格的に幼い部分があり、様々なトラブルを引き起こす。ただし田中と一番仲の良い人物でもあり、時折相談にのったりもしている。作中では学生時代の恋愛を思い返していることが多々あるが、しばらくは彼女がいない状態だった。フィリピンパブのマチルダという嬢と交際するようになる。田中を凌ぐ「憎めないダメ人間」という位置付けのキャラクター。『さすらい』第4巻で鈴木と共に沖縄から帰って来た田中を連れて３人で宮城に震災復興ボランティアにトラックで出かけている。
『しあわせ』では交通事故に遭い足を負傷。その際に知り合った看護師の女性と恋仲に発展する。
『結婚』では看護師へ送った自身のLINEメッセージが原因で破局しかけるも、再び交際。しかし看護師の浮気に気付き、破局してしまう。その後48歳の誕生日を前に一心発起し本気で結婚を目指すため肉体改造と決意、見事ダイエットに成功しフィリピンパブのエイミーとの交際が始まる。
高橋進
田中と同い年の同僚。真面目な性格であるが、むっつりスケベ。
鈴木に教わったサーフィンとキャバクラにどっぷりはまっている。柔道有段者で学生時代は九州チャンピオンになっている。当初は田中との間に微妙な距離があったが、『上京』第2集で2人で死線をくぐったことをきっかけに友情が芽生える。旭工務店メンバーの中で長いこと彼女がいなかったが、『さすらい』第9集でクリスマスイブに知り合った美女と交際するようになる。『しあわせ』第46話によると旭工務店を退職し千葉でサーフィンばかりの生活を送っているようである。
風間宗一郎
田中の後輩。大学時代に2回留年している。
父は小さな会社の社長をしており、お坊ちゃん育ちでプジョー・307のオープンカーを所有している。美人の彼女がいるが意外にも萌え系アニメを見ていたりする。『しあわせ』第46話によると親の会社を継ぐために旭工務店を退職している。
山崎たくや
さすらいアフロ第1集第5話に登場。田中とは千葉の寮の同室だが、夜勤シフトのために完全すれ違いで田中は顔を知らない。寮の敷地に畑を作り野菜を栽培しニワトリも飼い、野菜と卵を田中たちに提供していた。いい人と思われていたが、畑で野菜と一緒に大麻草を栽培していた（『春菊』と偽っていた）のを近所の警官に気づかれ逮捕されてしまい旭工務店を解雇されたため田中は1回も山崎の顔を見ることはなかった。
森下さん
さすらいアフロ最終話の西田の話の中に登場。台湾の現場に「とりあえず1年」と言われ、10年も赴任している。
池田レイナ
しあわせアフロ第46話から登場。美人だが男勝りな性格で、資格も持っている土木女子。アメ車に給料を注ぎ込み、将来の資金を貯金しない彼氏のてつじに不満を持っている。
てつじとの子供を妊娠したことで地元で暮らすために大沢と入れ替わる形でてつじと共に旭工務店を退職した。
てつじ
しあわせアフロ第46話から登場。通称テツ。レイナの彼氏で、カップルで旭工務店に入社してきた。派手なアメ車に乗っている。レイナが自分との子供を妊娠したため、旭工務店をレイナと共に退職した。
森口倖平
しあわせアフロ第63話から登場。大阪出身の男。旭工務店に来た時は21歳で童貞だった。最初はレイナに惚れており、田中や西田の悪だくみやテツの浪費をレイナにチクる事で自らの株を上げようとした。
相席居酒屋で知り合ったナマズ似の女性「ナマズちゃん」と紆余曲折ありながらも恋仲になり、念願の童貞卒業を果たす。しかし『結婚』でナマズちゃんの浮気が原因で破局してしまった。
佐藤たけし
しあわせアフロ田中第69話から登場。湘南出身の男。旭工務店に来た時は22歳で童貞だった。当初は童貞であることを隠し同室の森口とも打ち解けることができなかったが、自らの欠点を晒して童貞であることを告白し友人となった。
『結婚』では森口が童貞を卒業し、田中も結婚する中で焦りを感じるようになっていた。そんな中、「新元号になる前に童貞を卒業したかった」という"心残り"が原因（本人の推測）で元号が令和になった瞬間に1ヵ月前に戻るというタイムリープに入ってしまう。何度も失敗を繰り返した結果めでたく彼女が出来て童貞も卒業するが、先輩達とおっぱいパブから出てきた所を見られてしまいフラれてしまった。
ソクラテス
しあわせアフロ田中第103話から登場。寮で飼っている柴犬。
元々は近所の美女に飼われていて、西田がリスペクトするほど性欲旺盛だったがそれ故に去勢されてしまう。嫁ぎ先に連れて行けないため里親を探されていた所、西田が名乗り出た。
嗅覚が優れており、人間の感情や性欲など様々な情報をニオイで読み取る事が出来る。飼い主である西田を慕っており、西田の彼女に嫉妬し家出した事もあった。「起きたら人間になっていて、西田に運命の女性を見つけてあげていた時に大沢とぶつかり人格が入れ替わってしまう」という夢を見た事がある。

### その他
マーシー
本名：吉田マサシ（よしだ マサシ）。『高校』に登場。田中の親友である。親は離婚していて父親と暮らしている。また続編『中退アフロ田中』の単行本第6集にある番外編『中学デビュー田中』に中学生のマーシーが出る。
偽立川さん（にせたちかわ）
本名不明。『高校』に登場。田中と同じクラスの立川さんと偽って、田中をストーキングしていた女性。美人で純粋な人だが、田中は変質者だという理由でフった。
原田さん（はらだ）
本名不明。『高校』に登場。中学時代岡本のことが好きだった女の子。再会したときに岡本の雰囲気の変貌に幻滅した。
妻夫木くん（つまぶき）
『高校』から登場。井上の大学内の友人。容姿、性格共によい。しかも女の子は内面が大事だというポリシーを持ち、田中達とは正反対の青年。田中達の合コンをサポートしたり、田中にかわいい女の子を紹介したりする。彼女がいるが容姿はあまり良くない。井上とロボの結婚式に出席しており、井上を祝福していた。
ミキ
『高校』に登場した幽霊。享年18歳。ファミコンゲームの『バンゲリングベイ』のエンディングが気になって成仏できずにいた。
本田よしえ
『高校』に登場。加藤から10万円で運べと頼まれたバッグの中に入っていた27歳の女性。ある人物にケガを負わせ指名手配されていた。
クロ
『中退』から登場。ある出来事から田中がプレハブ小屋で飼うことになった猫。雑種。つぶらな瞳がかわいい。田中の母も飼うことには反対ではないようである。当初はトイレを失敗したりと幼かったが、後には自分で獲物を捕らえられるまでに成長した。田中が童貞を卒業することになった重要なきっかけの一つでもある。『結婚』では拾ってから13年経ったことで老化し年寄りになっており、田中は拾ってから経った年月に衝撃を受けていた。
ナナ
本名不明。『中退』に登場。ミカと一緒に田中達を「逆ナンパ」した女性。
サル (SARU)
本名不明。『中退』に登場。相方がいなくなったので、たまたま出会った田中に代役を求めたラッパー。
山口ヒロミ（やまぐち ヒロミ）
『中退』から登場。井上の大学内の友人。彼氏持ちで、井上曰く美人で今風で社交的、全身で人生を楽しんでいる女性。井上に合コンを開くように頼み、合コン時に美人な女の子を連れてきた。また井上の恋愛相談にも真面目に乗るなど性格もよい。いつもきつい香水をつけている。
社長
田中が就職した運送会社加山輸送の社長。眼鏡をかけている禿頭の巨漢。旭工務店の社長とは知り合いの模様。『上京』序盤で人手が足りない旭工務店に田中を紹介した(実質解雇の模様)。
佐藤（さとう）
加山輸送の社員。下の名前は不明。無口な性格。背中に龍の刺青を彫っている。社長は亡くなった社員の未亡人と交際させるように企んでいた。『さすらい』ではLINEの友達として1コマだけ登場しており、後ろには子供の姿も見えた。
隣のキャバ嬢
姓は山本。田中のアパートのお隣さん。向かいの大きなマンションに住み、ベンツを乗り回し、田中の住むアパートは倉庫代わりにしていたが…。
向かいの学生
田中のアパートの向かいの部屋に住む学生。本郷の方の大学の学生であることをしきりに主張する。上記のキャバ嬢の跡をつけた時期があるらしい。
ナオミ
『上京』から登場する。鈴木のセフレ。美人のアラサー。「18歳どぇ～す」など変なギャグをする残念な美人であり、鈴木はそのノリを面倒臭がっている。
『さすらい』第9集で鈴木の子を妊娠したことで結婚。『しあわせ』で女児を出産していた。
金田
大沢たちの高校の同級生で飲み友達。田中とはまったく面識がない。駅のホームに落ちた赤ちゃんを助け新聞やテレビに取り上げられたことがあるなど善人で人望も厚いが、田中はあまり好きになれなかった。名前は「裕介」。
今井
『上京』第2集第2話登場、ギョロ目が特徴。岡山運送社員。西田たちに誘われサーフィンに同行するも、「サーフボード片手に、マリファナ吸いながら、女の子をナンパするスポーツ」と発言するなどサーフィンには興味がない模様。また普段からマリファナを吸っている。
『さすらい』第1集第5話で再登場。旭工務店の千葉の寮を訪れた際、山崎が春菊と偽って育てていたマリファナにいち早く気付いた。
ヨシオ
『さすらい』第1集第1話登場。オーストラリアでのマキの浮気相手。イケメンだが頭が禿げ上がっている。マキ曰くキスしかなかったらしい。
めぐっぺ
沖縄の安宿「月見荘」の人。ルックス抜群だが人前で屁をこいたりする残念な美人である。
フレディ
「月見荘」の住人で本名の苗字は佐藤。男性だが女言葉でしゃべり、外見はフレディ・マーキュリーに似ている。
北王子プリンプリン
『さすらい』第10集に登場。ななこのアシスタント先の漫画家。イケメンだがHな漫画を描いている。
篠崎
『しあわせ』第1集に登場するマグロ加工会社、三崎めぐみ水産での田中の上司。かなりの強面で田中たちを怒鳴りつける。薬局でアルバイトしている娘がいる。『結婚』では田中の結婚式に招待された。
チン
『しあわせ』第1集に登場する三崎めぐみ水産の同僚で、中国から出稼ぎに来ている。同社で田中に最初に話しかけてきたフレンドリーな中国人である。『結婚』で田中の結婚式に招待された。
ケント
『しあわせ』第3集に登場する三崎めぐみ水産の同僚で、18歳のヤンキー。漢字で書くと賢い人と書いて賢人である。ヤンキーらしくマフラーの無いバイク（ホンダ・モンキー）を乗り回したり、仕事を平気で無断欠勤して怒られている。彼女キミコとできちゃった結婚をした。村田のフラッシュモブにもヤンキー役で参加していた。
キミコ
『しあわせ』第3集に登場するケントの彼女。漢字で書くと希望に満ちた子とかいて希満子である。ケントとの子を妊娠してしまう。
田中の祖父
『しあわせ』第62話に登場。年齢は88歳で白髪のアフロである。車の運転をするが高齢が故に認知症気味であり田中親子を迎えに来た与野駅のロータリーで逆走事故を起こしそうになる。このため親族に説得され運転免許を返納するが、その数日後に返納したことを忘れて無免許運転で田中とななこの住むマンションまで車を運転して来ている。

## 番外編
りーまんアフロ田中
『中退アフロ田中』の第1集、第5集に収録されている。サラリーマンとして働いているアフロヘアーの田中と同棲している恋人とのやりとりを描いたギャグ漫画である。本編で田中は旭工務店の社員になっており、隕石が墜落したプレハブも『りーまん』では無事であるため、本編とは完全な別世界の話と思われる。

## 火事場のミーム
『しあわせアフロ田中』第4巻第5話「消防車はやく!!」にて、火事場に集まった野次馬たちが「消防車の到着が遅い」と揃って号泣するが、実はいわゆる傍観者効果でみな誰かが119番しただろうと勘違いしており、『誰も消防車を呼んでいないのである！』とする場面がある。このページのスクリーンショットは広くSNSなどで拡散してインターネット・ミームになったが、本作由来のものであるとはあまり認知されなかった。
2019年2月18日には作者自らこの一連のシーンの全ページをTwitterで公開したことで、「元ネタ初めて見た」といった反応もあった。

## 書誌情報
- のりつけ雅春、小学館〈ビッグコミックス〉
  - 『高校アフロ田中』、全10巻
    1. 2002年4月26日発売[24]、ISBN 4-09-186431-7
    2. 2002年7月30日発売[25]、ISBN 4-09-186432-5
    3. 2002年11月30日発売[26]、ISBN 4-09-186433-3
    4. 2003年2月28日発売[27]、ISBN 4-09-186434-1
    5. 2003年4月30日発売[28]、ISBN 4-09-186435-X
    6. 2003年7月30日発売[29]、ISBN 4-09-186436-8
    7. 2003年10月30日発売[30]、ISBN 4-09-186437-6
    8. 2004年1月30日発売[31]、ISBN 4-09-186438-4
    9. 2004年6月30日発売[32]、ISBN 4-09-186439-2
    10. 2004年10月29日発売[33]、ISBN 4-09-186440-6

  - 『中退アフロ田中』、全10巻
    1. 2004年10月29日発売[34]、ISBN 4-09-187451-7
    2. 2005年2月28日発売[35]、ISBN 4-09-187452-5
    3. 2005年6月30日発売[36]、ISBN 4-09-187453-3
    4. 2005年9月30日発売[37]、ISBN 4-09-187454-1
    5. 2006年1月30日発売[38]、ISBN 4-09-187455-X
    6. 2006年4月27日発売[39]、ISBN 4-09-180318-0
    7. 2006年8月30日発売[40]、ISBN 4-09-180635-X
    8. 2006年12月26日発売[41]、ISBN 4-09-180825-5
    9. 2007年3月30日発売[42]、ISBN 978-4-09-181162-2
    10. 2007年7月30日発売[43]、ISBN 978-4-09-181370-1

  - 『上京アフロ田中』、全10巻
    1. 2007年12月26日発売[44]、ISBN 978-4-09-181569-9
    2. 2008年3月28日発売[45]、ISBN 978-4-09-181779-2
    3. 2008年6月30日発売[46]、ISBN 978-4-09-182014-3
    4. 2008年9月30日発売[47]、ISBN 978-4-09-182147-8
    5. 2008年12月26日発売[48]、ISBN 978-4-09-182255-0
    6. 2009年3月30日発売[49]、ISBN 978-4-09-182390-8
    7. 2009年6月30日発売[50]、ISBN 978-4-09-182505-6
    8. 2009年9月30日発売[51]、ISBN 978-4-09-182607-7
    9. 2009年12月26日発売[52]、ISBN 978-4-09-182783-8
    10. 2010年3月30日発売[53]、ISBN 978-4-09-183076-0

  - 『さすらいアフロ田中』、全10巻
    1. 2010年9月30日発売[54]、ISBN 978-4-09-183397-6
    2. 2010年12月25日発売[55]、ISBN 978-4-09-183528-4
    3. 2011年4月28日発売[56]、ISBN 978-4-09-183795-0
    4. 2011年7月29日発売[57]、ISBN 978-4-09-184009-7
    5. 2011年11月30日発売[58]、ISBN 978-4-09-184173-5
    6. 2012年2月8日発売[59]、ISBN 978-4-09-184255-8
    7. 2012年7月30日発売[60]、ISBN 978-4-09-184606-8
    8. 2012年11月30日発売[61]、ISBN 978-4-09-184764-5
    9. 2013年2月28日発売[62]、ISBN 978-4-09-184879-6
    10. 2013年6月28日発売[63]、ISBN 978-4-09-185255-7

  - 『しあわせアフロ田中』、全10巻
    1. 2015年11月30日発売[64]、ISBN 978-4-09-187327-9
    2. 2016年2月29日発売[65]、ISBN 978-4-09-187474-0
    3. 2016年5月30日発売[66]、ISBN 978-4-09-187614-0
    4. 2016年8月30日発売[67]、ISBN 978-4-09-187733-8
    5. 2016年11月30日発売[68]、ISBN 978-4-09-189238-6
    6. 2017年2月28日発売[69]、ISBN 978-4-09-189377-2
    7. 2017年5月30日発売[70]、ISBN 978-4-09-189510-3
    8. 2017年9月29日発売[71]、ISBN 978-4-09-189644-5
    9. 2018年2月23日発売[72]、ISBN 978-4-09-189858-6
    10. 2018年4月23日発売[73]、ISBN 978-4-09-189858-6

  - 『結婚アフロ田中』、全10巻
    1. 2018年8月30日発売[74]、ISBN 978-4-09-860065-6
    2. 2018年12月27日発売[75]、ISBN 978-4-09-860154-7
    3. 2019年4月8日発売[76]、ISBN 978-4-09-860243-8
    4. 2019年6月28日発売[77]、ISBN 978-4-09-860353-4
    5. 2019年10月30日発売[78]、ISBN 978-4-09-860446-3
    6. 2020年2月28日発売[79]、ISBN 978-4-09-860547-7
    7. 2020年5月29日発売[80]、ISBN 978-4-09-860616-0
    8. 2020年8月28日発売[81]、ISBN 978-4-09-860697-9
    9. 2020年12月25日発売[82]、ISBN 978-4-09-860787-7
    10. 2021年4月30日発売[83]、ISBN 978-4-09-861023-5

  - 『子育てアフロ田中 結婚アフロ田中 育児セレクション』 2021年4月30日発売[84]、ISBN 978-4-09-861080-8
  - 『マイホームアフロ田中』、既刊5巻（2025年4月30日現在）
    1. 2023年1月30日発売[85]、ISBN 978-4-09-861568-1
    2. 2023年4月28日発売[86]、ISBN 978-4-09-861690-9
    3. 2023年9月28日発売[87]、ISBN 978-4-09-862520-8
    4. 2024年3月29日発売[88]、ISBN 978-4-09-862751-6
    5. 2025年4月30日発売[89]、ISBN 978-4-09-863411-8

## 映画
『アフロ田中』のタイトルで2012年2月18日に公開された。監督は商業映画デビューとなる松居大悟、脚本は西田征史、主演は松田翔太。
『ビッグコミックスピリッツ』2008年3号にて作者自身による実写化が告知された。2012年2月20日発売『ビッグコミックスピリッツ』表紙で漫画と実写のコラボ競演も行われた。
キャッチコピーは「アフロの中は、妄想だらけ。」。
全国72スクリーンという小規模公開ながら、2012年2月18、19日の初日2日間で興収3,330万3,300円、動員2万4,324人になり映画観客動員ランキング（興行通信社調べ）で初登場第10位となった。
また、映画の公開に先立って、スピンオフミニドラマ『放課後アフロ田中』全10話が2012年2月3日よりGYAO!、TSUTAYA.COMなどで配信され、さらにその中の「『合コン会議』の回」が映画のオフィシャルサイトで先行配信された。

### キャスト (映画)
主な人物をクレジット順に表記。
- 田中広 - 松田翔太
- 加藤亜矢 - 佐々木希（映画オリジナル）
- 大沢みきお - 堤下敦（インパルス）
- 岡本一 - 田中圭
- 村田大介 - 遠藤要
- 井上真也 - 駒木根隆介
- ユミ - 原幹恵
- 吉岡幸子 - 美波
- 鈴木シンジ - 吹越満
- 西田シンジ - 皆川猿時
- 二階堂麗子 - 山田真歩
- 吉田さなえ - 井村空美
- 田端かおる - 伊藤修子
- 居酒屋合コンの女性 - あやまんJAPAN
- 教師 - 長塚圭史
- サッカー選手 - 武田修宏
- 結婚式の司会者 - 佐藤二朗
- 田中の母 - 辺見えみり
- 旭工務店社長 - リリー・フランキー（映画オリジナル）[注 12]
- 近藤さん - 武田梨奈
- 波留

### スタッフ (映画)
- 監督 - 松居大悟
- プロデューサー - 加茂義隆、若林雄介
- エグゼクティブプロデューサー - 松本整
- ゼネラルプロデューサー - 永田芳弘
- ラインプロデューサー - 大熊敏之
- 共同プロデューサー - 鈴木俊輔、大村信、大畑利久
- 企画・プロデュース - 宇田川寧
- 原作 - のりつけ雅春『上京アフロ田中』（小学館『ビッグコミックスピリッツ』連載）
- 脚本 - 西田征史
- 撮影 - 小林元
- 美術 - 尾関龍生
- 衣装 - 西留由起子
- 編集 - 相良直一郎
- キャスティング - 田端利江
- 音楽プロデューサー - 笹井章
- 主題歌 - 鶴『夜を越えて』
- 音響効果 - 松浦大樹
- VFXスーパーバイザー - 大萩真司
- スクリプター - 村松愛香
- ヘアメイク - 酒井夢月
- 照明 - 堀直之
- 録音 - 久連石由文
- 助監督 - 土屋哲彦
- ポストプロダクションプロデューサー - 篠田学
- 製作 - 「アフロ田中」製作委員会（ハピネット、ショウゲート、小学館、日本出版販売、スモーク、Yahoo! JAPAN、ソニーPCL）
- 配給 - ショウゲート

## テレビドラマ
WOWOWプライムにおいて、『WOWOWオリジナルドラマ アフロ田中』のタイトルで2019年7月6日（5日深夜）から9月7日まで放送された。主演は賀来賢人。『上京アフロ田中』が原作となる。動画配信サービスParaviでは本編に未公開映像を加えたParavi 限定版として同時配信された。

### キャスト (テレビドラマ)
- 田中広 - 賀来賢人（小学生時代 - 柴崎楓雅）
- マキ - 夏帆
- 西田信二 - 松尾諭
- 高橋進 - 白石隼也
- 鈴木真治 - 小澤征悦
- ナオミ - 村川絵梨
- ユキ - 清水葉月
- ミワコ - 今野杏南
- スナックのママ - 渡辺えり

### スタッフ (テレビドラマ)
- 監督 - 石田雄介
- 脚本 - 酒井善史、石田雄介
- 音楽 - Koji Nakamura、牧戸太郎
- 撮影 - 古長真也
- 照明 - 鳥羽宏文
- 録音 - 井家眞紀夫
- 編集 - 臼杵恵理
- プロデューサー - 武田吉孝、高橋信一、渡久地翔
- 制作協力 - 日活
- 制作プロダクション - ジャンゴフィルム
- 製作・著作 - WOWOW